# Nicolás Gómez (Fußballspieler, Juni 1992)
Nicolás Gómez, vollständiger Name Nicolás Evar Gómez Silveira, (* 24. Juni 1992 in Montevideo) ist ein uruguayischer Fußballspieler.

## Karriere
Der 1,84 Meter große Defensivakteur Gómez wechselte Anfang Oktober 2013 vom Danubio FC zu Boston River. Anfang Februar 2014 zog er von dort zur Clausura 2014 weiter zum seinerzeitigen Erstligisten Miramar Misiones. Bis zum Ende der Spielzeit 2013/14 bestritt er sieben Partien (kein Tor) in der Primera División und stieg mit dem Klub ab. In der Saison 2014/15 wurde er 17-mal in der Segunda División eingesetzt und erzielte einen Treffer. Mitte September wechselte er innerhalb der zweithöchsten uruguayischen Liga zum Cerro Largo FC. In der Apertura 2015 absolvierte er dort neun Zweitligaspiele (kein Tor). Anfang Februar 2016 kehrte er zu Miramar Misiones zurück und bestritt in der folgenden Clausura vier Zweitligapartien (kein Tor).